# Wulflamufer
Das Wulflamufer ist eine Straße und eine Parkanlage im Stadtteil Frankenvorstadt in Stralsund. Namensgeber war der Stralsunder Bürgermeister Bertram Wulflam.

Das Wulflamufer am Frankenteich in Stralsund, OSM-Karte (2023)

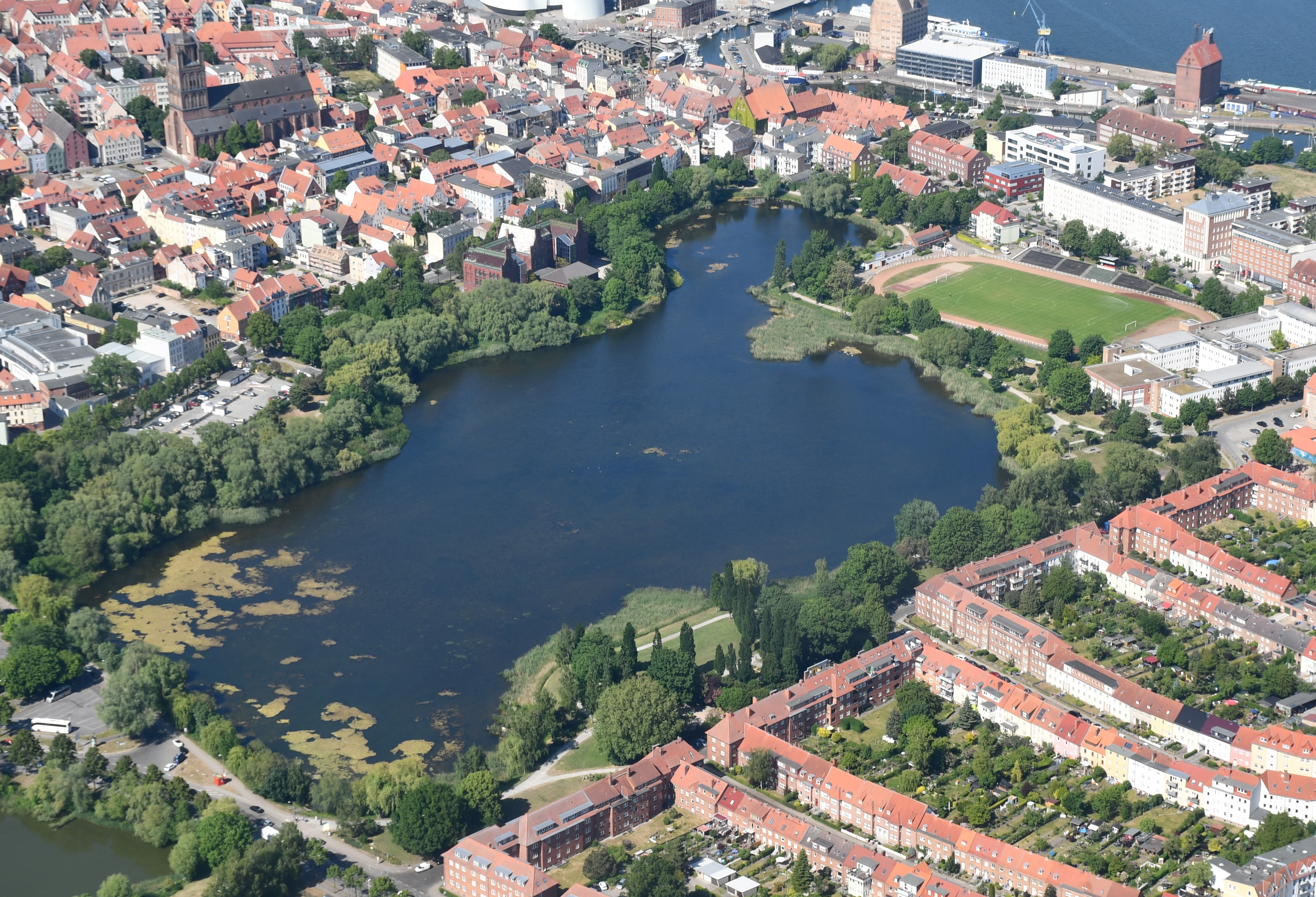
Luftbild von Frankenteich und Wulflamufer (2023)

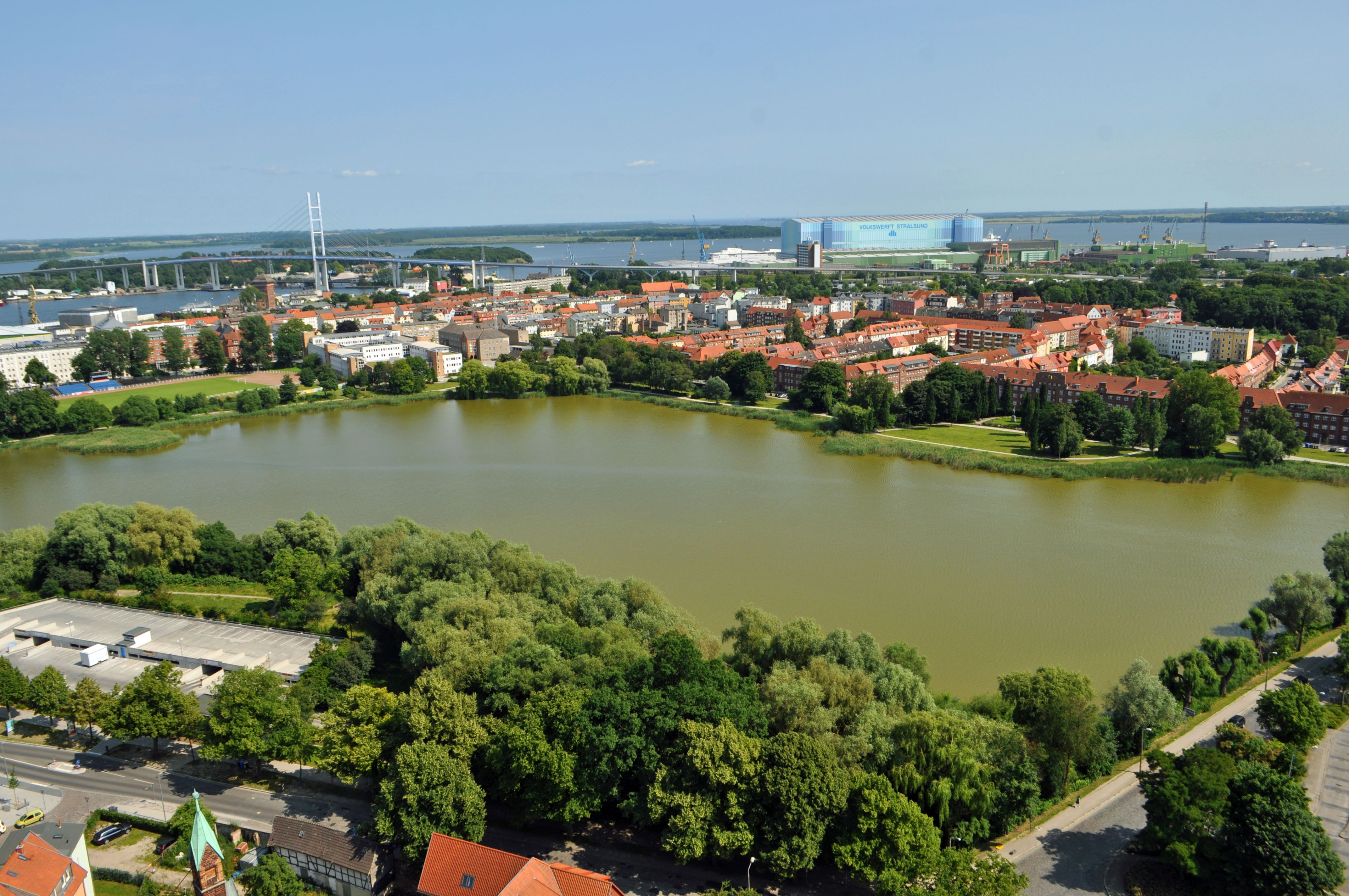
Blick von der Marienkirche auf Frankenteich und Wulflamufer (2013)

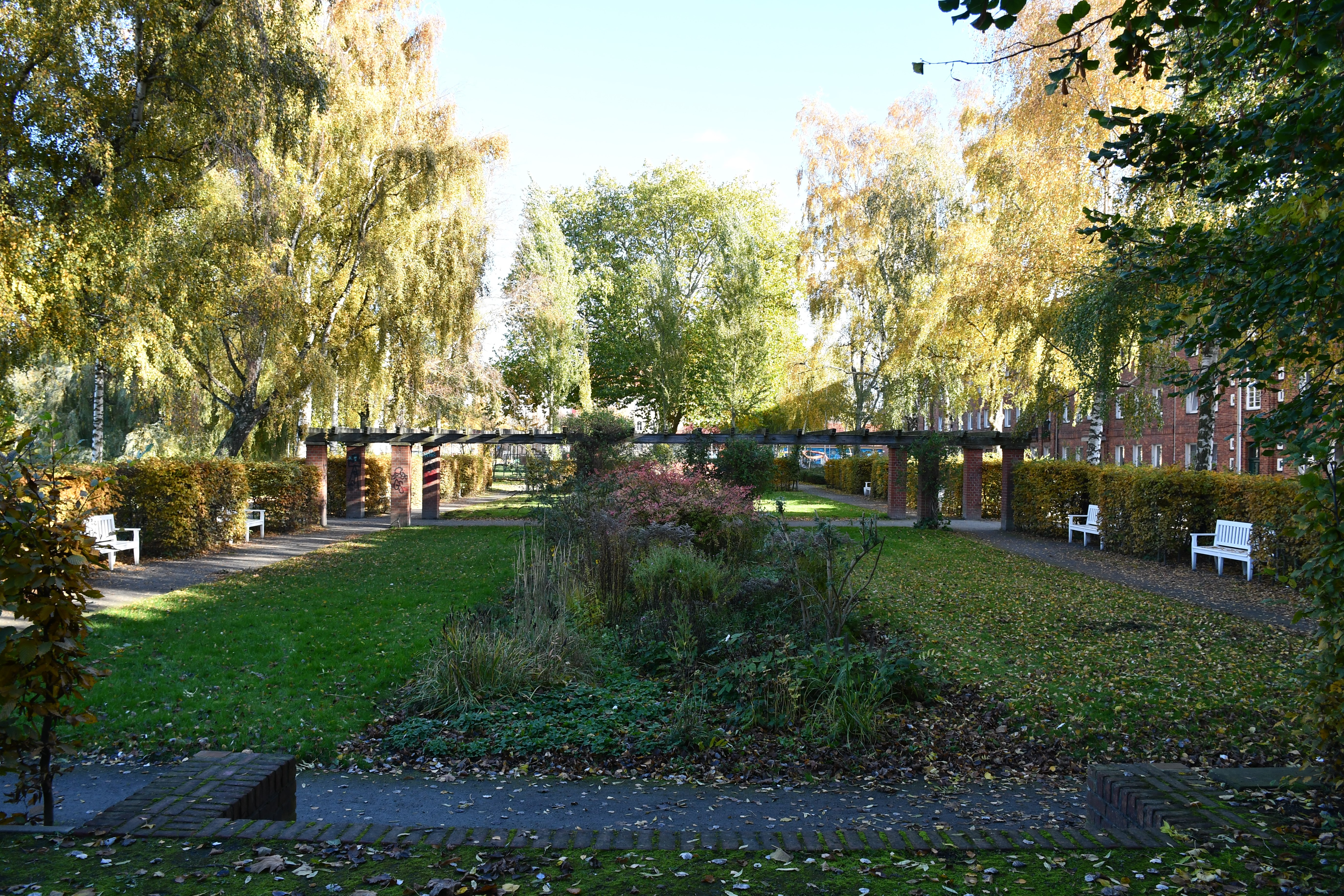
In der Parkanlage (2023)

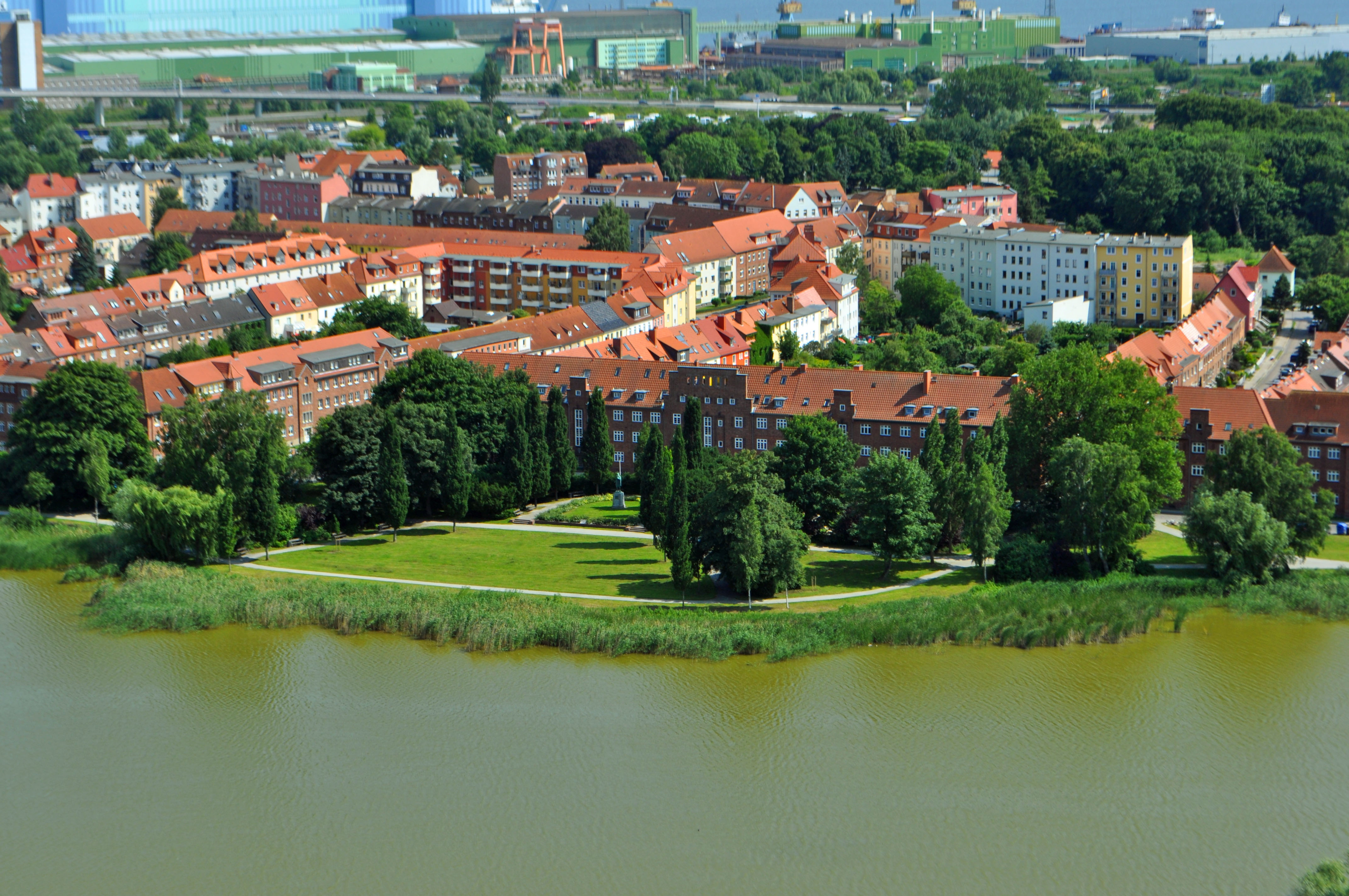
Blick von der Marienkirche auf den Park der Feierstunde mit Lambert-Steinwich-Denkmal am Wulflamufer (2013)

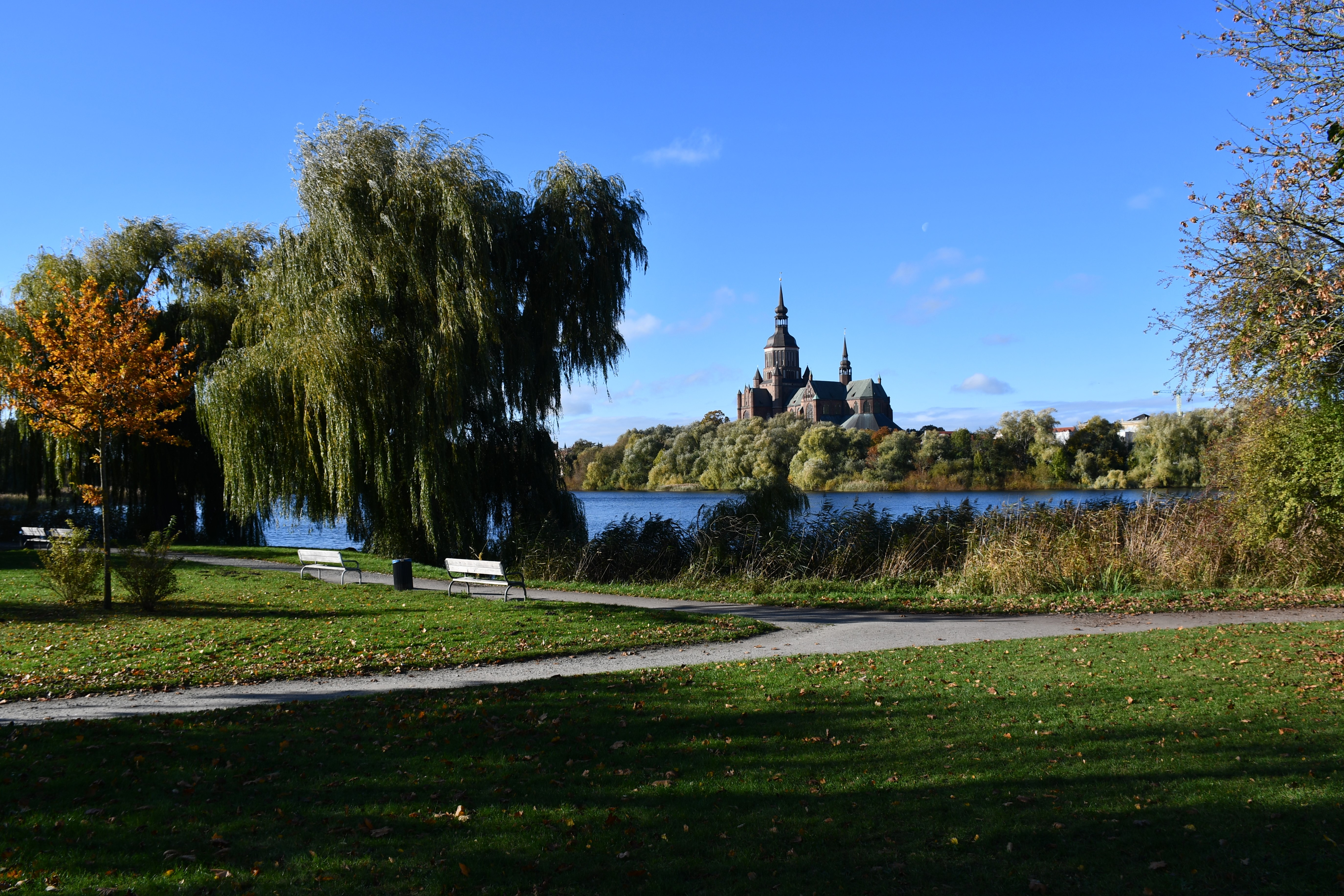
Blick in die Parkanlage und über den Frankenteich auf die Marienkirche (2023)

## Straße
Die Straße Wulflamufer verbindet die Karl-Marx-Straße und den Frankendamm. Die Lambert-Steinwich-Straße, die Franz-Wessel-Straße, Krauthofstraße und Smiterlowstraße gehen von der Straße Wulflamufer ab. Die Straßennamen weisen alle auf Bürgermeister der Stadt hin (Bertram Wulflam, Lambert Steinwich, Franz Wessel, Christoph Krauthof und Nikolaus Smiterlow), das Gebiet wird auch Bürgermeisterviertel genannt.
Im Jahr 1959 benannte man die Straße in Klaus-Störtebeker-Ufer um. Nach 1990 hieß sie wieder Wulflamufer.

## Parkanlage
Als in den 1920er Jahren die Gemeinnützige Aktien-Gesellschaft für Angestellten-Heimstätten genossenschaftliche Wohnanlagen auf der so genannten Füllenwiese errichtete, wurde auch die Parkanlage im Bürgermeisterviertel am südlichen Ufer des Frankenteichs angelegt. Leiter der Maßnahmen war Hans Winter.
Die Parkanlage war durch Lindenbäume von der Straße Wulflamufer abgegrenzt. Der westliche Teil der Anlage, nahe der Karl-Marx-Straße bzw. des Weidendamms, besteht aus einem als Spielbereich mit Sitzgelegenheiten genutzten, durch Hecken abgeschirmten Gartenraum. Der in östlicher Richtung anschließende Platz ist von Pyramideneichen umgeben (bis 1994: Pyramidenpappeln). Der Platz, auch Platz der Feierstunde genannt, bietet einen Blick über den Frankenteich auf drei Stralsunder Kirchen: Marienkirche, Nikolaikirche und Jakobikirche. Seit dem Jahr 1938 steht das Lambert-Steinwich-Denkmal auf diesem Platz. Ein Staudengarten, der nach dem Stralsunder Bildhauer Hans Lucht benannte Hans-Lucht-Garten, schließt an den Platz der Feierstunde an. Im Zweiten Weltkrieg wurde dessen Pergola zerstört. Im Jahr 1987 wurde zur Erinnerung an den Stralsunder Maler Tom Beyer ein Gedenkstein aufgestellt. Den östlichen Teil der Anlage, nahe des Frankendamms, bildet ein Spiel- und Sportplatz. Hier befand sich ursprünglich ein großes Kinderplanschbecken und ein Sandplatz. Beim Bombenangriff auf Stralsund am 6. Oktober 1944 wurde beides zerstört; nach dem Zweiten Weltkrieg wurde stattdessen ein Sportplatz angelegt.
Von 1997 bis 2005 wurde die Parkanlage nach Originalplänen wiederhergestellt. Der Spielplatz wurde im Jahr 2022 komplett erneuert.

## Denkmalschutz und Denkmale
Das Wulflamufer ist durch das Denkmalschutzgesetz Mecklenburg-Vorpommerns (DSchG M-V) als Denkmal geschützt. Es ist in die Liste der Baudenkmale in Stralsund unter dem Titel „Wulflamufer, Lambert-Steinwich-Denkmal mit umgebender Grünanlage“ eingetragen.
Das Lambert-Steinwich-Denkmal wurde im Jahr 1937 vom Alten Markt, auf dem es seit 1904 gestanden hatte, entfernt und in das Bürgermeisterviertel umgesetzt. Das von Wilhelm Jacobi geschaffene Denkmal erinnert an den Stralsunder Bürgermeister Lambert Steinwich (1571–1629).
Seit 1987 erinnert ein Gedenkstein an den Maler Tom Beyer (1907–1981).